# Sponsor elegans
Sponsor elegans es una especie de escarabajo del género Sponsor, perteneciente a la familia Buprestidae. Fue descrita científicamente por Descarpentries en 1965.

## Distribución
Habita en la región afrotropical.